# Хендерсон, Трейси
Трейси Хендерсон (англ. Tracy Henderson; род. 31 декабря 1974 года в Миннеаполисе, Миннесота) — американская профессиональная баскетболистка, выступавшая в женской национальной баскетбольной ассоциации. Была выбрана на драфте ВНБА 1999 года в третьем раунде под общим тридцать пятым номером клубом «Кливленд Рокерс». Играла на позиции центровой.

## Ранние годы
Трейси Хендерсон родилась 31 декабря 1974 года в городе Миннеаполис (Миннесота), училась она там же в средней школе имени Патрика Генри, в которой выступала за местную баскетбольную команду.